# Rupere a barajului

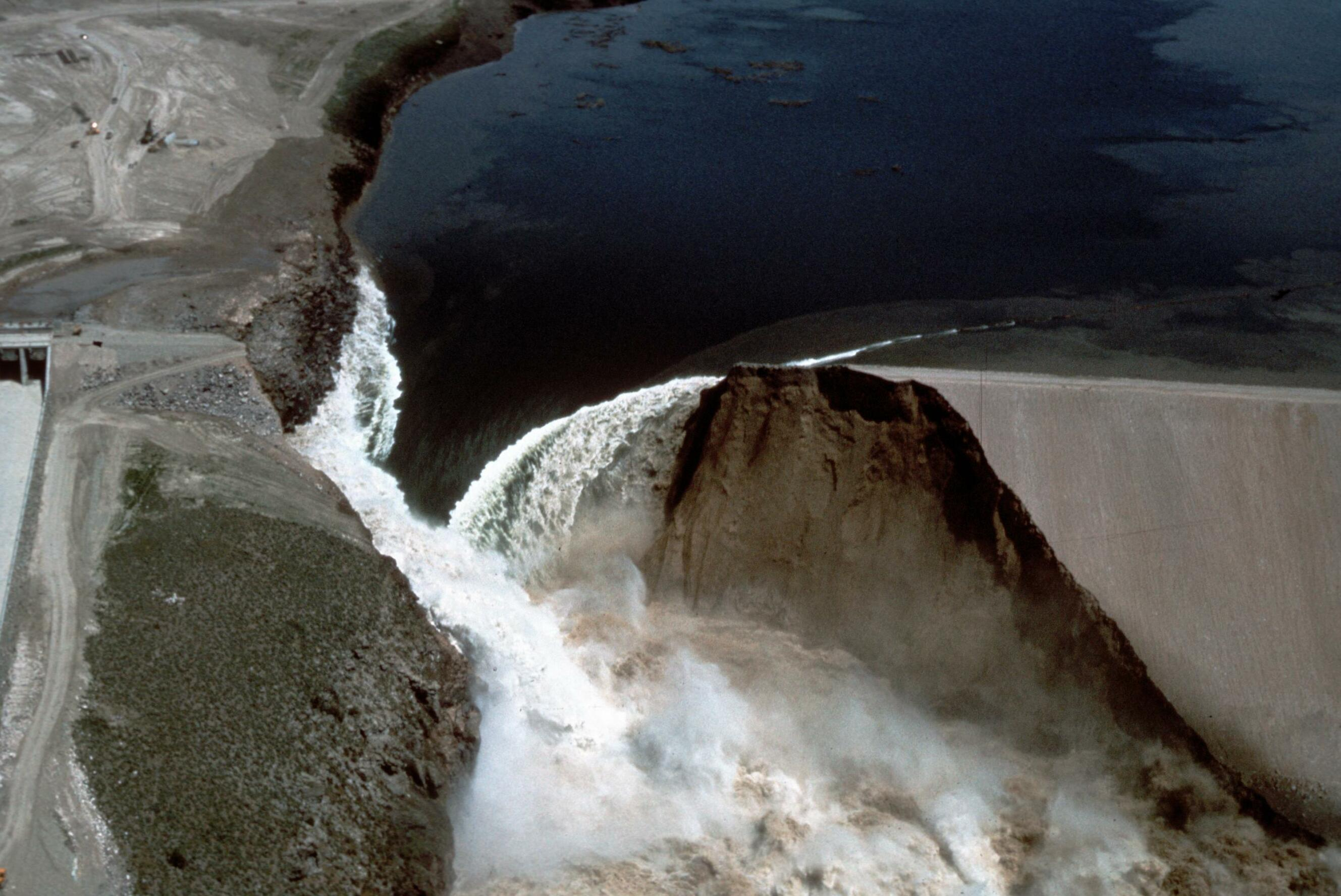
Golirea lacului prin Barajul Teton, rupt la 5 iunie 1976

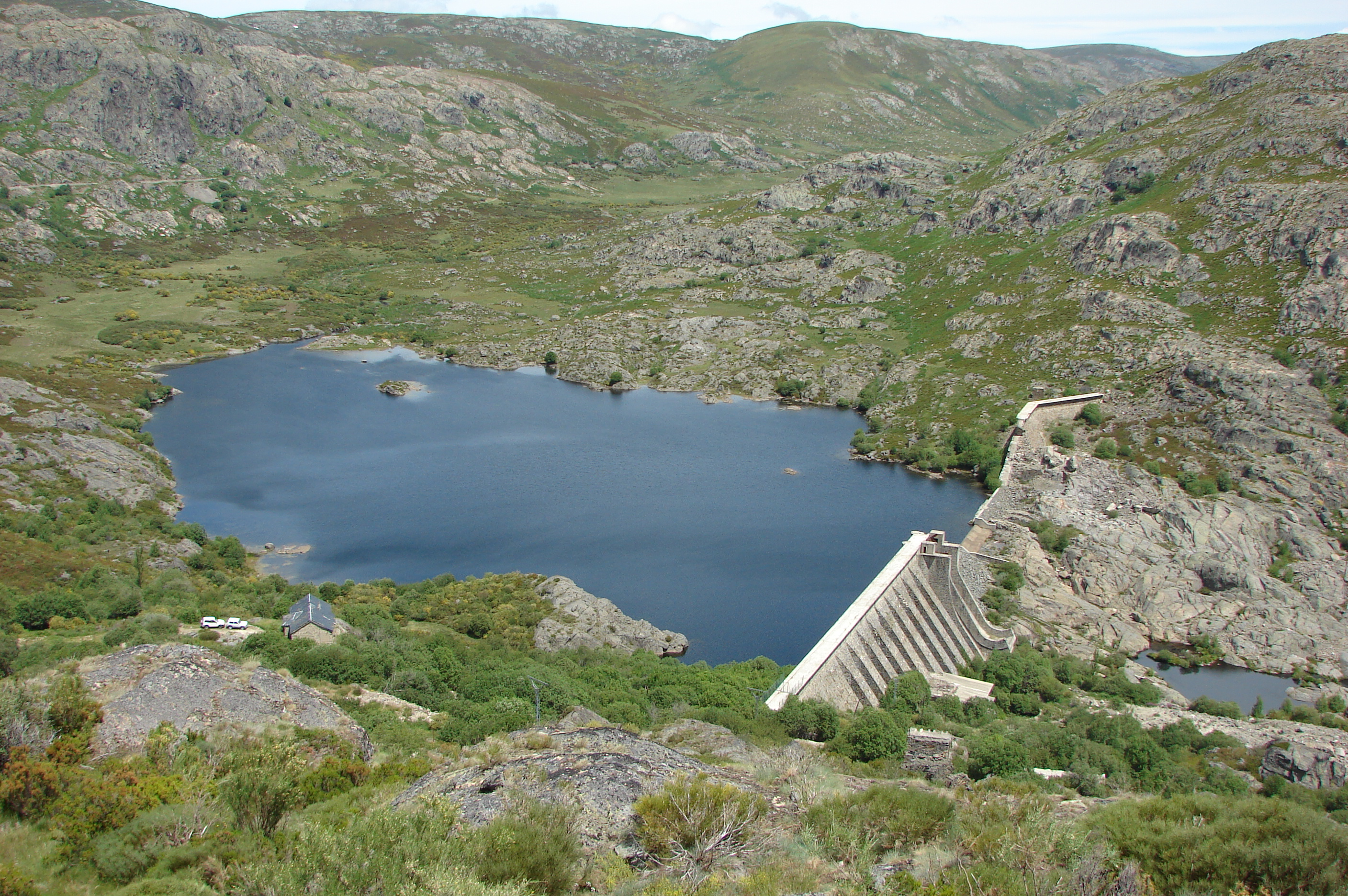
Ruinele barajului de la Vega de Tera (Spania) după ruperea din 1959

O rupere a barajului este un tip catastrofal de cedare structurală⁠(d) caracterizată prin eliberarea bruscă, rapidă și necontrolată a apei captate sau probabilitatea unei astfel de eliberări necontrolate. Între 2000–2009 în întreaga lume au avut loc peste 200 de defecțiuni notabile la baraje.
Un baraj este o barieră peste o apă curgătoare pe care obstrucționează, care direcționează sau încetinește curgerea, creând adesea un lac de acumulare. Majoritatea barajelor au o secțiune numită „deversor” peste sau prin care apa curge, fie intermitent, fie continuu, iar unele au instalate sisteme de generare a curentului electric.
Barajele sunt considerate în conformitate cu dreptul internațional umanitar⁠(d) „instalații care conțin forțe periculoase” datorită impactului masiv al unei posibile distrugeri asupra populației civile și asupra mediului. Defecțiunile barajului sunt relativ rare, dar pot provoca pagube imense și pierderi de vieți omenești atunci când apar. În 1975, ruperea barajului Banqiao⁠(d) și a altor baraje din provincia Henan, China a provocat mai multe victime decât orice altă rupere de baraj din istorie. Dezastrul a ucis aproximativ 171 000 de oameni și a lăsat fără case 11 milioane de oameni.

## Principalele cauze al ruperilor barajelor

Simbol internațional special pentru lucrări și instalații care conțin forțe periculoase

Cauze obișnuite ale ruperii unui baraj sunt:
- Materiale/tehnici de construcție necorespunzătoare (barajul Gleno)
- Eroare de proiectare a deversorului (aproape rupere a barajului Glen Canyon și  Walnut Grove[4])
- Scăderea înălțimii crestei barajului (barajul South Fork[5])
- Instabilitate geologică cauzată de modificările nivelului apei în timpul umplerii sau a unei topografii slabe (barajul Malpasset).
- Alunecarea unui munte în lacul de acumulare (barajul Vajont – nu a fost o defecțiune a barajului, dar a cauzat deplasarea a aproape întregului volum al lacului și trecerea peste baraj)
- Întreținere slabă, în special a conductelor de evacuare (barajul Lawn Lake, barajul Val di Stava)[6]
- Aflux extrem (barajul Shakidor)
- Eroare umană, computerizată sau de proiectare (Buffalo Creek, lacul Dale Dike, centrala cu pompaj Taum Sauk)
- Eroziune internă sau a conductelor, în special în barajele de pământ (barajul Teton)
- Cutremure
- Instabilitatea zonei determinată de climă (avalanșe, alunecări de teren, permafrost, curgeri de moloz, inundații provenite din lacuri glaciare și lacuri formate în urma alunecărilor de teren)[7]